# Paulo Ahbatt Marescotti
 Paulo Ahbatt Marescotti  (Modena, 1812 — 1871) foi um escritor italiano. O Conde Paulo Ahbatt Marescotti foi autor de várias tragédias, representadas com êxito na Itália e elogiadas por Silvio Pelico.